# Heterachthes sexguttatus
Heterachthes sexguttatus är en skalbaggsart som först beskrevs av Audinet-serville 1834.  Heterachthes sexguttatus ingår i släktet Heterachthes och familjen långhorningar. Inga underarter finns listade i Catalogue of Life.